# John Hamel Elgood
John Hamel Elgood (* 16. Juni 1909 in Camberwell, London; † 14. Oktober 1998 in Cleethorpes, North East Lincolnshire) war ein britischer Ornithologe und Hochschullehrer.

## Leben
Elgood war der ältere von zwei Söhnen von Henry Hamel und Ethel Annie Elgood, geborene Noad. Nach seiner Schulzeit im Londoner Stadtteil South Croydon, absolvierte er zunächst ein Chemiestudium. Seinen Abschluss machte er jedoch in Botanik und Zoologie. Anschließend arbeitete er als Lehrer an der Lancaster Royal Grammar School und als Dozent am Regent Street Polytechnic in London. 1937 heiratete er Peggy Margaret Louise Moon (1913–1989). Das Paar hatte zwei Töchter. Nach dem Zweiten Weltkrieg arbeitete Elgood erneut am Regent Street Polytechnic. 1949 holte ihn der Zoologe Joe Webb (1915–2011) nach Nigeria, wo er leitender Dozent an der Zoologischen Fakultät des University College Ibadan wurde. Er baute den Fachbereich Ornithologie auf und wurde in den 1950er Jahren zum Professor ernannt. Seine Forschungsarbeit führte zur Entdeckung des Ibadanwebers (Malimbus ibadanensis), den er 1958 beschrieb. Neben zahlreichen Fachartikeln veröffentlichte Elgood die Bücher Birds of the West African Town and Garden und The Birds of Nigeria. Im Februar 1964 gründete er die Nigerian Ornithologists’ Society, die 1979 in West African Ornithological Society umbenannt wurde und die Fachzeitschrift Malimbus herausgibt.
Nach seiner Zeit in Nigeria wurde er Professor für Biologie am Goldsmiths’ College in London und war für kurze Zeit amtierender Leiter der biologischen Abteilung an der University of Papua New Guinea. Nach seiner Emeritierung setzte er seine nigerianischen Interessen mit Verbandsarbeit in der Field Society fort und wurde ein Förderer der British Ornithologists’ Union (BOU). Er wurde 1956 Mitglied der BOU, war Ende der 1960er Jahre Vorstandsmitglied, diente im beratenden Forschungsausschuss, war von 1979 bis 1983 Vizepräsident und wurde 1997 zum Ehrenmitglied auf Lebenszeit gewählt. Von 1974 bis 1977 war Elgood Präsident des British Ornithologists’ Club.